# Knautia rupicola
Knautia rupicola är en tvåhjärtbladig växtart som först beskrevs av Heinrich Moritz Willkomm, och fick sitt nu gällande namn av Szabó. Knautia rupicola ingår i släktet åkerväddar, och familjen Dipsacaceae.

## Underarter
Arten delas in i följande underarter:
- K. r. cardonica
- K. r. macrotrycha